# Gostota (geometrija)
Gostota je v geometriji enako številu, ki pomeni stopnjo nepretrganih preliskav politopa. To pomeni število obkroženj, ki jih opravi uniformni politop ali pravilni politop okoli središča. 

## Mnogokotniki
Gostota zvezdnega mnogokotnika je enaka številu, ki pove kolikokrat meja mnogokotnika obkroži njegovo središče

## Poliedri
| |  |
| Nekonveksni veliki ikozaeder {3,5/2} ima gostoto 7 kot je prikazano na tej prosojni sliki in s prikazom preseka na desni sliki. |  |

Arthur Cayley (1821 – 1895) je uporabil gostoto, da bi spremenil Eulerjevo karakteristiko (V − E + F = 2) in upošteval tudi Kepler-Poinsotova telesa. Gostota slike oglišča je dv. Gostota  df naj velja za stransko ploskev in D za polieder kot celoto. V tem primeru velja: 
dv V − E + df F = 2D .
Zgled: veliki ikozaeder {3, 5/2} ima  20 trikotnih stranskih ploskev (df = 1), 30 robov in 12 pentagramskih slik oglišč (dv = 2). To nam da 
2.12 - 30 + 1.20 = 14 = 2D, kar nam da gostoto 7.
Pravilni zvezdni poliedri obstajajo v dveh dualnih parih. Vsaka oblika ima enako gostoto kot njegov dual. En par ima gostoto 4, drugi pa 7.
Hess je še nadalje posplošil obrazec za zvezdne poliedre z različnimi oblikami stranskih ploskev. Nekateri od njih so lahko zavihani nazaj. Vrednost  gostote odgovarja številu, ki pove kolikokrat polieder prekrije sfero. To je omogočilo Coxeterju in ostalim, da so določili gostote za večino uniformnih poliedrov 
Za polpoliedre, za katere stranske ploskve gredo skozi središče, se ne da določiti gostote.  Neorientabilni poliedri prav tako nimajo dobro definiranih gostot.

## Polihoroni
Znanih je deset pravilnih zvezdnih polihoronov ali 4-politopov (imenujejo se Schläfli-Hessovi polihoroni, ki imajo gostote med 4 in 19.